# Der Weisse Ring (circuito de esquí)

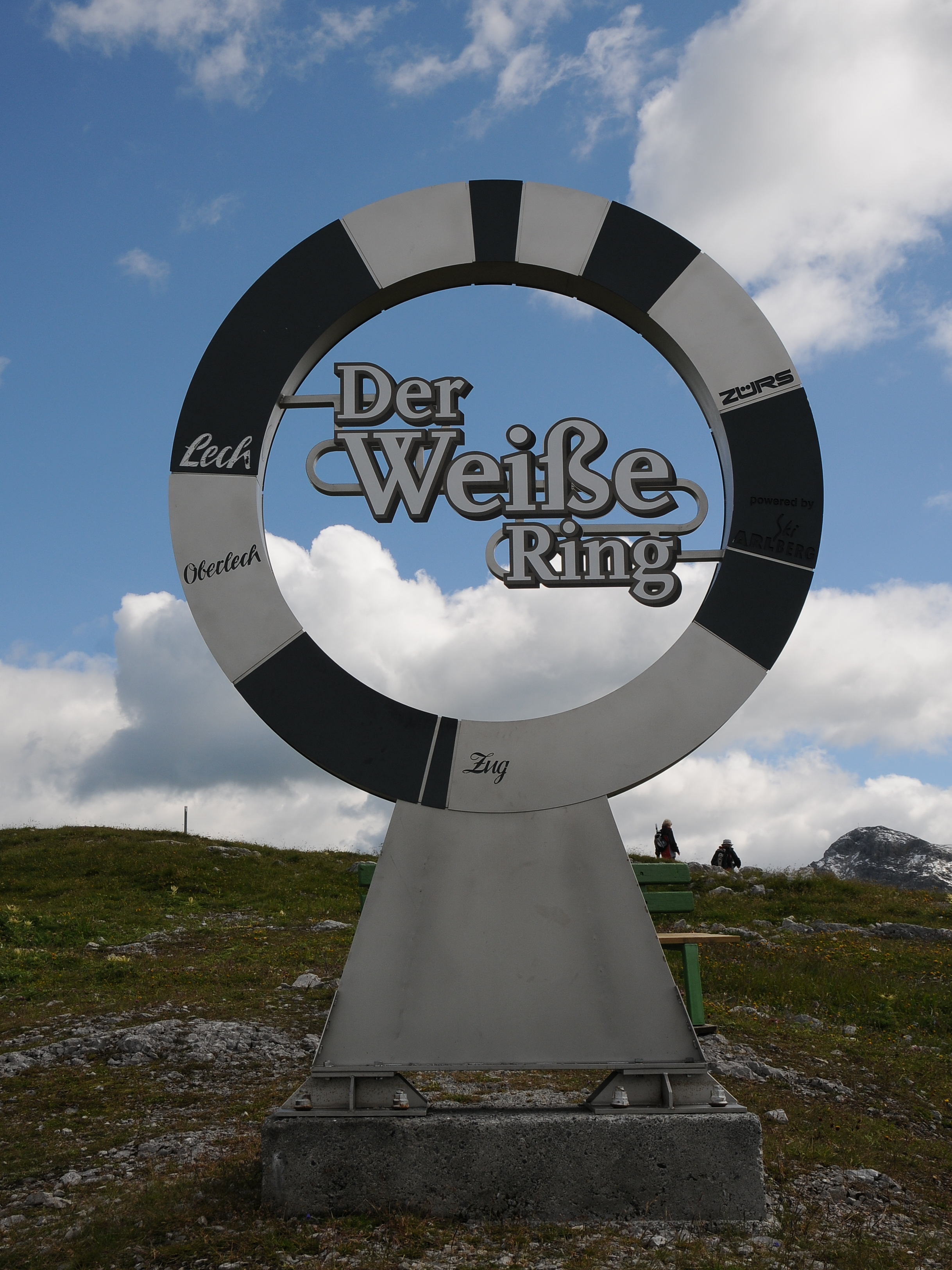
Instalación en el Rüfikopf

Der Weisse Ring (El anillo blanco) se refiere a un circuito de esquí en el área de esquí de Lech am Arlberg y la carrera de esquí más larga del mundo en la misma. 

## Organización
La primera carrera de esquí de la temporada 2005/2006 se celebró para conmemorar el 50.º aniversario de esta ruta de esquí.
El circuito de esquí se extiende por varias pistas y remontes. Tiene una longitud total de casi 22 km y supera un total de 5.500 metros de altitud. La idea básica se origina en el atleta de esquí e ingeniero Josef "Sepp" Bildstein y comienza con la puesta en marcha del primer telesilla en el invierno de 1940/41. En el otoño de 2009, el editor del Libro Guinness de los Récords confirmó que el "Anillo Blanco" es la carrera de esquí más larga del mundo.
El récord de pista es de 44:10:75 minutos y está en manos de Markus Weiskopf desde 2010.
El 18 de enero de 2020 se iba a realizar la carrera, pero ha sido cancelada por mal tiempo.
Riccardo Rädler fue capaz de imponerse en las últimas tres carreras. Alexandra Scheyer ha sido la ganadora de la carrera femenina desde 2017.

### Ruta
| Etapa |       | Pista/ Ascensor                             | Longitud | Altitud |
| ----- | ----- | ------------------------------------------- | -------- | ------- |
| 1     |       | Rüfikopfbahn                                | 2,131    | 890     |
| 2.ª   | 38a   | Steinmännle                                 | 1,634    | 366     |
| 3.ª   |       | Schüttbodenlift                             | 590      | 155     |
| 4.ª   | 38a   | Schüttboden - Zürs                          | 1,607    | 248     |
| 5.ª   |       | Trittalpbahn                                | 920      | 288     |
| 6.ª   | 3a    | Hexenboden Direkte                          | 1,798    | 466     |
| 7ta a |       | Seekopfbahn                                 | 1,548    | 514     |
| 7ta b |       | Zürserseebahn                               | 1,587    | 491     |
| 8.ª   |       | Madlochbahn                                 | 1,316    | 294     |
| 9.ª   | 33    | Madloch - Zug                               | 4,187    | 954     |
| 10.ª  |       | Zugerbergbahn                               | 1,460    | 615     |
| 11.ª  |       | Balmengratlift                              | 222      | 5 5     |
| 12.ª  | 34    | Kriegeralpe - Petersboden - Oberlech - Lech | 4.236    | 644     |
| Total | Total | Total                                       | 21,688   | 5.439   |

| Pista    |
| Ascensor |

## Resultados[7]
| Fecha / año         | Primer lugar             | Segundo lugar      | Tercer lugar       |
| ------------------- | ------------------------ | ------------------ | ------------------ |
| 2020                | cancelado por mal tiempo |                    |                    |
| 2019                | #Riccardo Rädler         | #Cornelius Deuring | #Pepi Strobl       |
| 2018                | cancelado por mal tiempo |                    |                    |
| 2017                | #Riccardo Rädler         | #Pepi Strobl       | Bastian Daschner   |
| 2016                | #Mathias Calovini        | #Lucas Batlogg     | #Heinz Kissling    |
| 2015                | #Riccardo Rädler         | #Pepi Strobl       | Niklas Herburger   |
| 19 de enero de 2014 | #Riccardo Rädler         | #Niklas Herburger  | #Mathias Gorbach   |
| 19 de enero de 2013 | #Josef Strobl            | #Matthias Gorbach  | #Cornelius Deuring |
| 14 de enero de 2012 | #Josef Strobl            |                    |                    |
| 15 de enero de 2011 | #Josef Strobl            | #Markus Weiskopf   | #Thomas Wallner    |
| 16 de enero de 2010 | #Markus Weiskopf         | #Patrick Ortlieb   | # Jürgen Hasler    |
| 2009                | #Cornelius Greussing     | #Albert Hörmann    | #Markus Weiskopf   |
| 12 de enero de 2008 | Daniel Pfeifer           | #Patrick Ortlieb   |                    |
| 2006                | #Patrick Ortlieb         |                    |                    |

| Año  | Primer lugar             | Segundo lugar      | Tercer lugar               |
| ---- | ------------------------ | ------------------ | -------------------------- |
| 2020 | cancelado por mal tiempo |                    |                            |
| 2019 | #Alexandra Scheyer       | #Verena Schnell    | #Sabine Rederer            |
| 2018 | cancelado por mal tiempo |                    |                            |
| 2017 | #Alexandra Scheyer       | #Paulina Wirth     | #Anna Meixner              |
| 2016 | #Alexandra Scheyer       | #Julia Stallinger  | #Carina Natter             |
| 2015 | #Nicola Schmid           | #Carmen Huemer     | #Anna Meixner              |
| 2014 | #Angelika Kaufmann       | #Antonia Walch     | #Katja Wirth               |
| 2013 | #Angelika Kaufmann       | #Carmen Huemer     | #Antonia Walch             |
| 2012 |                          |                    |                            |
| 2011 | #Angelika Kaufmann       | #Claudia Kohler    | #Seraina Murk              |
| 2010 | #Angelika Kaufmann       | Eveline Morandell  | Claudia Böhler             |
| 2009 | #Anja Weiskopf           | Eveline Stremitzer | #Carolin Schertler-Manhart |
| 2008 |                          |                    |                            |
| 2006 |                          |                    |                            |